# Tempio di Giove (Cosa)
Il Tempio di Giove della colonia latina di Cosa si trovava sull'acropoli della città ed era probabilmente il più antico dell'insediamento fondato nel 273 a.C.. Sorgeva sul promontorio roccioso dell’attuale Ansedonia.
Il tempio andò quasi completamente distrutto quando venne poi trasformato in capitolium agli inizi del II secolo a.C. Nonostante ciò si sono salvate fino ai tempi nostri una gran quantità di terrecotte architettoniche, che hanno permesso una ricostruzione della decorazione fittile del complesso coronamento, tra le più complete e attendibili di un tempio italico-etrusco. 
Sopra le colonne tuscaniche era poggiata l'architrave, sopra la quale a sua volta erano appoggiate le travi longitudinali, le cui estremità sporgevano nella parte anteriore. Gli spioventi avevano a loro volta le travi inclinate del tetto che sporgevano lateralmente e reggevano i travicelli ortogonali e le assi di coperture sulle quali erano inchiodati le tegole vere e proprie: queste erano con alette congiunte e coperte da embrici. Non esisteva il frontone, il cui spazio triangolare era stato lasciato vuoto. 
Quasi tutti gli elementi lignei erano rivestiti da elementi decorativi e lastre in terracotta: così era l'architrave (con elementi vegetali), i lati delle travi longitudinali, le estremità delle medesime (con figurette antropomorfe ai lati e antefisse circolari), le estremità delle travi spioventi (con elementi simili a quelli delle travi longitudinali) e infine il profilo superiore del fontone, il più elaborato, con lastre che coprivano il sistema delle travicelle soprastanti, le terminazioni delle tegole incastrate a "L" e, sulla sommità, una cornice traforata a giorno fissata col piombo. Questa cornice aveva lungo il bordo superiore dei mensici con triplice punta metallica, usati per evitare che vi si posassero i volatili. 
La decorazione delle terrecotte era a rilievo, spesso con motivi vegetali o geometrici, ravvivata dalla policromia, con qualche elemento reso dalla sola pittura soprattutto sulla fascia intermedia. Il frontone, come già detto, era vuoto (come fu tipico fino al tardo ellenismo) e vi erano ammesse come decorazione solo le figure o le scene ad alto rilievo che decoravano la terminazione della trave di colmo centrale (columen) o delle due travi in angolo ai lati (mutuli).
Gli acroteri angolari erano a disco e ad antemio, con gorgoni o motivi vegetali; inoltre sono state rinvenute vere e proprie sculture a tutto tondo, poste come acroterio centrale e/o angolare, oppure al centro del tetto, sul grande embrice di colmo. Decorazioni in terracotta a motivi vegetali erano infine presenti probabilmente sulle porte.
Lo stile delle decorazioni si rifà ai modelli tardo-arcaici, della cosiddetta "terza fase" etrusco-italica nella decorazione templare (IV-I secolo a.C.), che differisce dalla "seconda fase" (fine VI-V secolo a.C.) per alcuni dettagli (mancanza della cortina pendula regolare, delle basse lastrine pendenti a mo' di gocciolatoi) e dalla "prima fase" (fine VII- fine VI secolo a.C.) per la mancanza di fregi figurativi e la presenza dei nimbi sulle antefisse, secondo l'influenza greco-occidentale.